# لونش ديفيدسون
لونش ديفيدسون هو سياسي أمريكي، ولد في 3 يناير 1873 في لويزيانا في الولايات المتحدة، وتوفي في 27 يناير 1952 في هيوستن في الولايات المتحدة. نشط حزبياً في الحزب الديمقراطي. وقد انتخب عضو مجلس نواب تكساس ‏.